# 俯伏猪屎豆
俯伏猪屎豆（学名：Crotalaria prostrata）为豆科猪屎豆属下的一个种。

## 扩展阅读
- 維基物種上的相關：俯伏猪屎豆